# Anna Seward
Anna Seward, née le 12 décembre 1742 à Eyam et morte le 25 mars 1809 à Lichfield, est une poétesse romantique britannique. Elle est souvent surnommée The Swan of Lichfield.

## Biographie
Dès sa petite enfance, elle est considérée comme une enfant précoce et sensible. Elle démontre également un intérêt particulier pour les études. Encouragée par son père Thomas Seward, elle parvient à réciter par cœur quelques œuvres de John Milton à l'âge de trois ans. Elle commence par ailleurs à écrire de la poésie dès son plus jeune âge avec l'encouragement de son père, également poète, mais contre la volonté de sa mère. Cependant, son père change d'avis, de peur qu'elle ne devienne une « érudite ». Plus tard, elle est soutenue par Erasmus Darwin, qui s'installe à Lichfield en 1756, bien que leur relation soit au début complexes et souvent conflictuelle.
Parmi ses œuvres figurent The Visions, an Elegy (1764), The Anniversary (1769), Lichfield, an elegy (Mai 1781) ou encore Louisa, A Poetical Novel in Four Epistles (1784),.